# 夏春涛
夏春涛（1963年—），男，汉族，江苏扬州人，中华人民共和国政治人物。现任中国社会科学院历史理论研究所所长，研究员，博士生导师。第十四届全国政协委员。